# Ciniewicze (rejon mostowski)
Ciniewicze (biał. Цінявічы; ros. Тиневичи) – wieś na Białorusi, w obwodzie grodzieńskim, w rejonie mostowskim, w sielsowiecie Gudziewicze.

## Historia
W dwudziestoleciu międzywojennym leżała w Polsce, w województwie białostockim, w powiecie grodzieńskim, w gminie Gudziewicze.
Według Powszechnego Spisu Ludności z 1921 roku wieś zamieszkiwały 34 osoby, 8 było wyznania rzymskokatolickiego, a 26 prawosławnego. Wszyscy mieszkańcy zadeklarowali polską przynależność narodową. Było tu 8 budynków mieszkalnych.
Miejscowość należała do parafii rzymskokatolickiej w Wielkich Ejsymontach i parafii prawosławnej w Gudziewiczach. Podlegała pod Sąd Grodzki w Indurze i Okręgowy w Grodnie; właściwy urząd pocztowy mieścił się w Gudziewiczach.